# The Old Maid and the Thief
The Old Maid and the Thief (títol original en anglès, en català La vella criada i el lladre) és una obra dramaticomusical en un acte composta  per Gian Carlo Menotti sobre un llibret en anglès del mateix compositor. Es va estrenar el 22 d'abril de 1939 al NBC Red Network, dirigida per Alberto Erede.